# Trubbnäsapor
Trubbnäsapor (Rhinopithecus) är ett släkte langurer i familjen markattartade apor. Släktet består av fem arter som lever i Kina, Myanmar och Vietnam.

## Kännetecken
Släknamnet syftar på den korta nosen som har två framåtriktade näsborrar. Pälsens färg varierar mycket, särskilt vid skuldrorna och ryggen. Kroppslängden ligger mellan 51 och 83 centimeter och därtill kommer en 55 till 97 centimeter lång svans.

## Utbredning och habitat
Trubbnäsapor förekommer i asiatiska skogar i centrala och södra Kina samt i norra Burma och Vietnam. Skogarna täcker ofta bergstrakter upp till 4 500 meter över havet. För de arter som lever i Kina utgörs habitatet av blandskogar och barrskogar. Området är kallt och under vintern faller nederbörden som snö. Arterna är alltså ganska resistenta mot kyla.

## Levnadssätt
Arterna grå trubbnäsapa och Rhinopithecus avunculus lever huvudsakligen i träd, medan gyllene och svart trubbnäsapa vistas både på marken och i träd. Alla arter lever i grupper. Det finns sammanlagt omkring 10 000 exemplar av gyllene trubbnäsapa, och bland dem har man observerat grupper med upp till 600 individer. Övriga arter är betydligt mindre talrika, och det är numera sällan man observerar grupper som omfattar fler än 100 individer. Under kalla årstider är tillgången på föda mindre, och grupperna delas ofta upp i mindre flockar. Dessa undergrupper består av en dominant hanne och flera honor, samt deras ungar. Varje grupp har ett revir och kommunikationen sker med skrik. Hos trubbnäsapor finns flera olika läten och ibland påminner kommunikationen om körmelodier.
Arterna är växtätare och livnär sig av barr, knoppar, frukter, blad och frön. Under vintern äter de även bark och lav. De har en magsäck med flera segment som förbättrar ämnesomsättningen.

### Fortplantning
Honor visar för hannen när de är brunstiga. De tar till exempel ögonkontakt med hannen och uppsöker sedan en plats längre bort från övriga gruppmedlemmar. Ibland visar honan sina könsdelar. Efter dräktigheten som varar i ungefär 200 dagar föds under våren eller sommaren vanligen en enda unge, Det är okänt hur länge honan ger di. Ungarna blir könsmogna i femårsåldern, men den genomsnittliga sammanlagda livslängden är okänd.

## Status och hot
Alla arter är hotade i beståndet. Tidigare jagades de för köttets skull. Deras päls är enligt traditionell kinesisk medicin ett medel mot ledgångsreumatism och liknande sjukdomar. Under det kinesiska kejsarriket användes pälsen för ceremoniella kläder. Idag utgörs hotet främst av habitatförstöring. Endast gyllene trubbnäsapa har en någorlunda levnadskraftig population med cirka 10 000 individer men listas ändå som starkt hotad av Internationella naturvårdsunionen (IUCN).

## Systematik
Vanligen räknas fem arter till släktet:
- Gyllene trubbnäsapa (Rhinopithecus roxellana) har en gyllene till rödbrun päls och den mest kända och talrika arten. Den förekommer i centrala Kina och listas som starkt hotad av IUCN.
- Svart trubbnäsapa (R. bieti) lever i Yunnan och Tibet och listas som starkt hotad.
- Grå trubbnäsapa (R. brelichi) förekommer i bergsområdet Fanjing (också kallat Wuling) i den kinesiska provinsen Guizhou, listas som starkt hotad.
- R. avunculus lever utanför Kina i norra Vietnam. Beståndet uppskattas till 200 individer och arten listas som akut hotad.
- R. strykeri hittades 2010 i norra Burma.[5] Pälsfärgen är svart. Det finns antagligen cirka 300 individer och arten är listad som akut hotad.[2]

Pagehtrubbnäsa räknas inte till släktet utan i ett eget släkte, Simias.
Deras närmaste släktingar hittas i släktet kostymapor (Pygathrix) och ibland sammanfattas bägge släkten i ett gemensamt taxon.